# Cima Mosca
La Cima Mosca è una montagna delle Alpi alta 2141 m. È una fra le vette più caratteristiche del gruppo del Carega, per la sua forma piramidale.